# Strobilanthes neilgherrensis
Strobilanthes neilgherrensis är en akantusväxtart som beskrevs av Richard Henry Beddome. Strobilanthes neilgherrensis ingår i släktet Strobilanthes och familjen akantusväxter. Inga underarter finns listade i Catalogue of Life.